# Аллик, Юри
Ю́ри А́ллик (эст. Jüri Allik; род. 3 марта 1949, Таллин, Эстонская ССР, СССР) — советский и эстонский психолог, член Эстонской академии наук (2010).

## Биография
Учился в Московском государственном университете. Защитил диссертацию на соискание учёной степени кандидата психологических наук в Московском государственном университете (1976) и получил доктора философии в Университете г. Тампере, Финляндия (1991). Работал в основном в Тартуском университете (за исключением краткосрочного периода в университете Ювяскюля, Финляндия), с 1992 г. — профессор психофизики, с 2002 г. — профессор экспериментальной психологии. Декан отделения психологии Тартуского университета и председатель Эстонского научного фонда (2003—2009), редактор эстонского журнала по социальным и гуманитарным наукам на английском языке Trames. Член редакционной коллегии журнала «Mankind Quarterly»
Занимал должность президента (1988—1994) и вице-президента (1994—2001) Эстонской психологической ассоциации. Иностранный член Финской академии науки и литературы.
Основной вклад Аллика в психологию относится к двум сферам:
- зрительное восприятие и движение глаза;
- сравнительные исследования коллективизма и индивидуализма.

Автор ряда публикаций — о Зигмунде Фрейде (крайне критических), по истории психологии, об измерении научной продуктивности и контроле качества научных исследований. Исследовал (вместе с А.Реало и др.) способности экспертов достоверно оценивать психические характеристики и состояния других людей.
Сотрудничал с Коста (Costa) и Мак-Креем (McCrae), вместе с ними проводил международные исследования с использованием пятифакторного теста NEO-PI-R.
Обращался к исследованию представлений о «русской души». На 14-й Европейской конференции психологии личности был представлен его доклад, согласно которому «русского духа» не существует. Предложил опровержение представлений о «загадочности русской души».
Награждён эстонским Орденом Белой звезды 4-й степени (2001).

## Краткий список публикаций
- Allik, J., Realo, A., Mõttus, R., Borkenau, P., Kuppens, P., & Hřebíèková, M. (2012). Person-fit to the five factor model of personality. Swiss Journal of Psychology, 71(1), 35-45. DOI 10.1024/1421-0185/a000066.
- Allik, J., & McCrae, R.R. (2004). Towards a geography of personality traits: patterns of profiles across 36 cultures. Journal of Cross-Cultural Psychology, 35, 13-28.
- Allik, J., & Realo, A. (2004). Individualism-collectivism and social capital. Journal of Cross-Cultural Psychology, 35, 29-49.
- Allik, J., Toom, M., & Luuk, A. (2003). Planning of saccadic eye movement direction and amplitude. Psychological Research, 67, 10-21.
- Kreegipuu, K., & Allik, J. (2003). Perceived onset time and position of a moving stimulus. Vision Research, 43, 1625—1635.
- McCrae, R.R. & Allik, J. (Eds.), The Five-Factor Model Across Cultures. New York: Kluwer Academic/Plenum Publishers, 2002.
- Aavik, T. & Allik, J. (2002). The structure of Estonian personal values: A lexical approach. European Journal of Personality, 16, 221—235.
- Realo, A. & Allik, J. (1999). A cross-cultural study of collectivism: A comparison of American, Estonian, and Russian students. Journal of Social Psychology, 139, 133—142.
- Toomela, A. & Allik, J. (1999). Components of verbal working memory. Behavioral and Brain Sciences, 22 (1), 110—111.
- Allik, J. (1999). Perceiving enmattered form. Trames, 3 (53/48), 81-98.
- Аллик Ю. и др. Конструирование национального характера: свойства личности, приписываемые типичному русскому//Ж. Культурно- историческая психология, 2009. № 1 с. 2-18
- Мещеряков Б. Г., Аллик Ю., Зайцева Е. В. Влияние инструкций на оценку автостереотипа русского // Психологический журнал Международного университета природы, общества и человека «Дубна». — 2010. — № 4. (недоступная ссылка)